# Зайково (Курганская область)
Зайково — село в Щучанском районе Курганской области. Административный центр Зайковского сельсовета.

## История
До 1917 года входило в состав Чумлякской волости Челябинского уезда Оренбургской губернии. По данным на 1926 год деревня Зайкова состояла из 329 хозяйств. В административном отношении входила в состав Медведского сельсовета Щучанского района Челябинского округа Уральской области.

## Население
| 1989 | 2002 | 2010 |
| ---- | ---- | ---- |
| 456  | ↘393 | ↘306 |

По данным переписи 1926 года в деревне проживало 1558 человек (727 мужчин и 831 женщина), в том числе: русские составляли 100 % населения.